# Élections municipales partielles françaises de 1986
Des élections municipales partielles ont lieu en 1986 en France.

## Bilan

### Résultats en nombre de maires
| Partis       | Partis                             | Maires sortants | Maires élus | Évolution     |
| ------------ | ---------------------------------- | --------------- | ----------- | ------------- |
|              | Union pour la démocratie française | 2               | 2           |               |
|              | Rassemblement pour la République   | 1               | 2           | 1             |
| Total droite | Total droite                       | 3               | 4           | 1             |
|              | Parti socialiste                   | 2               | 2           | en stagnation |
|              | Divers gauche                      | 1               | 0           | 1             |
| Total gauche | Total gauche                       | 3               | 2           | 1             |

## Élections

### Bouaye(Loire-Atlantique)
- Maire sortant : Georges Le Guellaff (UDF-CDS)
- Maire élu ou réélu : Georges Le Guellaff (UDF-CDS)

- Contexte : Dissolution du conseil municipal par le Conseil des ministres du 21 mai 1986.

| Tête de liste            | Tête de liste         | Liste          | Premier tour | Premier tour | Second tour | Second tour | Sièges |  |
| Tête de liste            | Tête de liste         | Liste          | Voix         | %            | Voix        | %           | CM     |  |
| ------------------------ | --------------------- | -------------- | ------------ | ------------ | ----------- | ----------- | ------ |  |
|                          | Georges Le Guellaff * | CDS            | 804          | 43,50        | 909         | 47,29       | 20     |  |
|                          | Yves Prat             | PS app.        | 745          | 40,31        | 819         | 42,61       | 6      |  |
|                          | Clément Richardeau    | SE             | 299          | 16,18        | 194         | 10,09       | 1      |  |
|                          |                       |                |              |              |             |             |        |  |
| Inscrits                 | Inscrits              | Inscrits       | 2 551        | 100,00       | 2 251       | 100,00      |        |  |
| Abstentions              | Abstentions           | Abstentions    | 666          | 26,11        | 311         | 13,81       |        |  |
| Votants                  | Votants               | Votants        | 1 885        | 73,89        | 1 940       | 86,18       |        |  |
| Blancs et nuls           | Blancs et nuls        | Blancs et nuls | 37           | 1,45         | 18          | 0,80        |        |  |
| Exprimés                 | Exprimés              | Exprimés       | 1 848        | 72,44        | 1 922       | 85,38       |        |  |
| * Liste du maire sortant |                       |                |              |              |             |             |        |  |

### Castanet-Tolosan(Haute-Garonne)
- Maire sortant : Pierre Boissin (PS)
- Maire élu ou réélu : Alain Lesoin (PS)

- Contexte : Démission du maire sortant et d'une majorité des membres (15) du conseil municipal.

|                | Alain Lesoin   | PS - PCF - DVG (UG) | 1 156 | 51,63  | 22 |  |  |  |
|                | Francis Marti  | PR - RPR - DVD (UD) | 1 083 | 48,37  | 7  |  |  |  |
|                |                |                     |       |        |    |  |  |  |
| Inscrits       | Inscrits       | Inscrits            | 3 659 | 100,00 |    |  |  |  |
| Abstentions    | Abstentions    | Abstentions         | 1 296 | 35,42  |    |  |  |  |
| Votants        | Votants        | Votants             | 2 363 | 64,58  |    |  |  |  |
| Blancs et nuls | Blancs et nuls | Blancs et nuls      | 124   | 3,39   |    |  |  |  |
| Exprimés       | Exprimés       | Exprimés            | 2 239 | 61,19  |    |  |  |  |

### Estaires(Nord)
- Maire sortante : Janine Douche (PS)
- Maire élu ou réélu : Georges Ficheux (UDF)

- Contexte : Annulation de l'élection de la maire sortante par le Conseil d'État.

|                | Georges Ficheux | UDF - DVD      | 1 515 | 53,76  | 23 |  |  |  |
|                | Janine Douche   | PS             | 1 303 | 46,24  | 6  |  |  |  |
|                |                 |                |       |        |    |  |  |  |
| Inscrits       | Inscrits        | Inscrits       | 3 681 | 100,00 |    |  |  |  |
| Abstentions    | Abstentions     | Abstentions    | 758   | 20,59  |    |  |  |  |
| Votants        | Votants         | Votants        | 2 923 | 79,41  |    |  |  |  |
| Blancs et nuls | Blancs et nuls  | Blancs et nuls | 105   | 3,59   |    |  |  |  |
| Exprimés       | Exprimés        | Exprimés       | 2 818 | 96,41  |    |  |  |  |

### Louviers(Eure)
- Maire sortante : Odile Proust (RPR)
- Maire élue ou réélue : Odile Proust (RPR)

- Contexte : Démission de la maire sortante et d'une majorité (15) des membres du conseil municipal[4],[5].

| Tête de liste                | Tête de liste   | Liste          | Premier tour | Premier tour | Second tour | Second tour | Sièges  |  |
| Tête de liste                | Tête de liste   | Liste          | Voix         | %            | Voix        | %           | CM      |  |
| ---------------------------- | --------------- | -------------- | ------------ | ------------ | ----------- | ----------- | ------- |  |
|                              | Henri Fromentin | PS (CAG)       | 2 538        | 40,05        | 3 500       | 48,79       | 8       |  |
|                              | Odile Proust *  | RPR (Un. opp.) | 2 387        | 37,67        | 3 673       | 51,20       | 25      |  |
|                              | André Crenn     | DVD            | 681          | 10,74        | Retrait     | Retrait     | Retrait |  |
|                              | Max Buffetaut   | FN             | 391          | 6,17         |             |             |         |  |
|                              | Bruno Canivet   | PCF            | 339          | 5,35         |             |             |         |  |
|                              |                 |                |              |              |             |             |         |  |
| Inscrits                     | Inscrits        | Inscrits       | 10 822       | 100,00       | 10 822      | 100,00      |         |  |
| Abstentions                  | Abstentions     | Abstentions    | 4 239        | 39,17        | 3 395       | 31,37       |         |  |
| Votants                      | Votants         | Votants        | 6 583        | 60,83        | 7 427       | 68,63       |         |  |
| Blancs et nuls               | Blancs et nuls  | Blancs et nuls | 247          | 2,28         | 254         | 2,35        |         |  |
| Exprimés                     | Exprimés        | Exprimés       | 6 336        | 58,55        | 7 173       | 66,28       |         |  |
| * Liste de la maire sortante |                 |                |              |              |             |             |         |  |

### Saint-Esprit(Martinique)
- Maire sortant : Édouard Tirault (UDF)
- Maire élu ou réélu : Éric Hayot (RPR)

- Contexte : Démission de plus d'un tiers des membres du conseil municipal.

| Tête de liste            | Tête de liste     | Liste          | Premier tour | Premier tour | Second tour | Second tour | Sièges |  |
| Tête de liste            | Tête de liste     | Liste          | Voix         | %            | Voix        | %           | CM     |  |
| ------------------------ | ----------------- | -------------- | ------------ | ------------ | ----------- | ----------- | ------ |  |
|                          | Éric Hayot        | RPR            | 1 688        | 44,61        | 1 899       | 46,37       | 22     |  |
|                          | Édouard Tirault * | UDF            | 1 380        | 36,47        | 1 593       | 38,90       | 5      |  |
|                          | Raymond Mac       | DVG (UG)       | 716          | 18,92        | 603         | 14,72       | 2      |  |
|                          |                   |                |              |              |             |             |        |  |
| Inscrits                 | Inscrits          | Inscrits       | 5 625        | 100,00       | 5 625       | 100,00      |        |  |
| Abstentions              | Abstentions       | Abstentions    | 1 774        | 31,54        | 1 467       | 26,08       |        |  |
| Votants                  | Votants           | Votants        | 3 851        | 68,46        | 4 158       | 73,92       |        |  |
| Blancs et nuls           | Blancs et nuls    | Blancs et nuls | 67           | 1,19         | 63          | 1,12        |        |  |
| Exprimés                 | Exprimés          | Exprimés       | 3 784        | 67,27        | 4 095       | 72,80       |        |  |
| * Liste du maire sortant |                   |                |              |              |             |             |        |  |

### Saint-Mandrier-sur-Mer(Var)
- Maire sortant : Joseph Quilgars (DVD)
- Maire élu ou réélu : Guy Moine (RPR)

- Contexte : Démission du maire sortant et de plus d'un tiers (10) des membres du conseil municipal..

| Tête de liste            | Tête de liste     | Liste          | Premier tour | Premier tour | Second tour | Second tour | Sièges |  |
| Tête de liste            | Tête de liste     | Liste          | Voix         | %            | Voix        | %           | CM     |  |
| ------------------------ | ----------------- | -------------- | ------------ | ------------ | ----------- | ----------- | ------ |  |
|                          | Guy Moine         | RPR            | 848          | 41,92        | 949         | 44,34       | 20     |  |
|                          | Joseph Quilgars * | DVD (PR-FN)    | 603          | 29,81        | 616         | 28,78       | 4      |  |
|                          | Louis Esposito    | PCF            | 572          | 28,27        | 575         | 26,87       | 3      |  |
|                          |                   |                |              |              |             |             |        |  |
| Inscrits                 | Inscrits          | Inscrits       | 3 492        | 100,00       | 3 492       | 100,00      |        |  |
| Abstentions              | Abstentions       | Abstentions    | 1 412        | 40,43        | 1 290       | 36,94       |        |  |
| Votants                  | Votants           | Votants        | 2 080        | 59,56        | 2 202       | 63,06       |        |  |
| Blancs et nuls           | Blancs et nuls    | Blancs et nuls | 57           | 1,63         | 62          | 1,77        |        |  |
| Exprimés                 | Exprimés          | Exprimés       | 2 023        | 57,93        | 2 140       | 61,28       |        |  |
| * Liste du maire sortant |                   |                |              |              |             |             |        |  |

### Tullins-Fures(Isère)
- Maire sortant : René Moulin (DVG, ex-PS)
- Maire élu ou réélu : André Vallini (PS)

- Contexte : Démission de plus d'un tiers des membres du conseil municipal.

| Tête de liste                               | Tête de liste    | Liste          | Premier tour | Premier tour | Second tour | Second tour | Sièges |  |
| Tête de liste                               | Tête de liste    | Liste          | Voix         | %            | Voix        | %           | CM     |  |
| ------------------------------------------- | ---------------- | -------------- | ------------ | ------------ | ----------- | ----------- | ------ |  |
|                                             | André Vallini    | PS             | 843          | 37,15        | 1 268       | 51,02       | 22     |  |
| Pour l'avenir de Tullins-Fures              |                  |                | 843          | 37,15        | 1 268       | 51,02       | 22     |  |
|                                             | Robert Couturier | SE (Libéral)   | 752          | 33,14        | 1 217       | 48,97       | 7      |  |
| Tullins-Fures autrement                     |                  |                | 752          | 33,14        | 1 217       | 48,97       | 7      |  |
|                                             | Joseph Brice     | SE - PCF       | 356          | 15,69        | 1 217       | 48,97       | 7      |  |
|                                             | René Moulin *    | DVG (ex-PS)    | 318          | 14,01        | 1 217       | 48,97       | 7      |  |
| Continuité et pluralisme pour Tullins-Fures |                  |                | 318          | 14,01        | 1 217       | 48,97       | 7      |  |
|                                             |                  |                |              |              |             |             |        |  |
| Inscrits                                    | Inscrits         | Inscrits       | 3 738        | 100,00       | 3 738       | 100,00      |        |  |
| Abstentions                                 | Abstentions      | Abstentions    | 1 350        | 36,11        | 1 153       | 30,84       |        |  |
| Votants                                     | Votants          | Votants        | 2 388        | 63,88        | 2 585       | 69,15       |        |  |
| Blancs et nuls                              | Blancs et nuls   | Blancs et nuls | 119          | 3,18         | 100         | 2,67        |        |  |
| Exprimés                                    | Exprimés         | Exprimés       | 2 269        | 60,70        | 2 485       | 66,48       |        |  |
| * Liste du maire sortant                    |                  |                |              |              |             |             |        |  |